# Vladimír Smutný
Vladimír Smutný, né le 13 juillet 1942 à Prague (Bohême-Moravie) et mort le 7 juin 2025 dans la même ville, est un directeur de la photographie tchécoslovaque puis tchèque,.
Vladimír Smutný remporte à huit reprises le Lion tchèque de la meilleure photographie. Il est également directeur de la photographie du film lauréat de l'Oscar du meilleur film en langue étrangère, Kolja (1996).

## Biographie
Le père de Vladimír Smutný est photographe et sa sœur, Jitka Smutná (cs), est actrice. Après avoir obtenu son diplôme de l'Académie du cinéma de Prague (FAMU), il travaille comme photographe publicitaire pour Tesla Holešovice (en) et comme cadreur pour Krátký film Praha (cz). À partir de 1974, il travaille comme assistant directeur de la photographie. Ses premiers projets en tant que directeur de la photographie dans les années 1980, lorsqu'il travaille principalement avec les réalisateurs Jiří Svoboda (en) et Karel Kachyňa. Depuis le milieu des années 1990, il travaille principalement avec les réalisateurs Jan Svěrák et Václav Marhoul,.
À partir de 1997, il enseigne à l'Académie du cinéma de Prague (FAMU) à Prague.

## Récompenses et distinctions
Vladimír Smutný a remporté le Lion tchèque de la meilleure photographie pour : 
- Lea (1997)
- Tmavomodrý svět (Dark Blue World) (2001)
- Mazaný Filip (2003)
- King of Thieves (2004)
- La Bataille de Tobrouk (2008)
- Flower Buds (2011)
- Po strništi bos (2017)
- L'Oiseau bariolé (Nabarvené ptáče) (2019)

Nominations au Lion tchèque de la meilleure photographie :  
- Kolya (1996)
- Les Bouteilles consignées (2007)
- Kooky (2010)
- Three Brothers (2014)
- Zlatý podraz (2018)